# Bill Rogers (golfista)
William Charles Rogers (Waco, 10 settembre 1951) è un golfista statunitense.
Nel corso della sua carriera Rogers ha giocato soprattutto nel PGA Tour (ove ha riportato sei successi di cui ben quattro nel 1981) e ha raggiunto la fama grazie alla vittoria nell'Open Championship del 1981, conseguita sul Royal St George's Golf Club di Sandwich, che dopo ben trentadue anni era tornato a ospitare un Open.
Rogers concluse i quattro giri dell'open di quell'anno con 276 colpi (72, 66, 67 e 71), battendo di quattro lunghezze il tedesco Bernhard Langer, con un ultimo giro segnato da un doppio bogie alla settima buca ma impreziosito da tre birdie in quattro buche tra la 9 e la 12. Questa fu l'unica vittoria conseguita in un major championship dal campione texano che peraltro rischiò di non partecipare a quell'Open Championship per via di un equivoco sull'orario di partenza del primo giro: messo sull'avviso da un giornalista che lo aveva visto indugiare sul putting green, Rogers giunse però in tempo sul tee della prima buca cominciando regolarmente la sua trionfale gara.